# Bruiu
Bruiu là một xã thuộc hạt Sibiu, România. Dân số thời điểm năm 2002 là 799 người.